# Rhipidosiphon
Rhipidosiphon es un género de algas, perteneciente a la familia Udoteaceae.

## Especies deRhipidosiphon
- Rhipidosiphon floridensis
- Rhipidosiphon javensis